# Laniarius luehderi
A Laniarius luehderi a madarak osztályának verébalakúak (Passeriformes) rendjébe és a bokorgébicsfélék (Malaconotidae) családjába tartozó faj.

## Rendszerezése
A fajt Anton Reichenow német ornitológus írta le 1874-ben.

## Előfordulása
Afrika középső részén, Angola, Burundi, Dél-Szudán, Egyenlítői-Guinea, Gabon, Kamerun, Kenya, a Kongói Köztársaság, a Kongói Demokratikus Köztársaság, Nigéria, Ruanda, Szudán, Tanzánia és Uganda területén honos. 
Természetes élőhelyei a szubtrópusi és trópusi síkvidéki és hegyi esőerdők,  cserjések, valamint ültetvények, szántóföldek és másodlagos erdők. Állandó, nem vonuló faj.

## Megjelenése
Testhossza 19 centiméter, testtömege 30-49 gramm.

## Természetvédelmi helyzete
Az elterjedési területe nagyon nagy, egyedszáma viszont stabil. A Természetvédelmi Világszövetség Vörös listáján nem fenyegetett fajként szerepel.